# Estilo parental
El estilo de crianza o estilo parental es la construcción psicológica que representa las estrategias estándar que los padres utilizan en la crianza del niño. Hay muchas teorías y opiniones diferentes sobre las mejores maneras de educar a los niños, así como los diferentes niveles de tiempo y esfuerzo que los padres están dispuestos a invertir.
Muchos padres crean su propio estilo a partir de una combinación de factores, que pueden evolucionar con el tiempo a medida que los niños desarrollen su propia personalidad y se mueven a través de las etapas de la vida. El estilo de crianza se ve afectado por el temperamento de ambos, padres y niños; y se basa principalmente en la influencia de los padres y la cultura propios. "Muchos padres aprenden prácticas de crianza de sus propios padres - algunas se aceptan, algunas se descartan." El grado en que la educación de un niño es parte de la crianza de los hijos es un asunto de debate.

## Teorías sobre los estilos parentales
Una de las mejores teorías conocidas del estilo de crianza fue desarrollada por Diana Baumrind. Se propuso que los padres se dividen en tres categorías: autoritario (decir a sus hijos exactamente qué hacer), indulgente (permitir que sus hijos hagan lo que quieran), o autoritativo (proporcionando normas y orientación sin ser dominantes). La teoría se amplió posteriormente para incluir a los padres negligentes (sin tener en cuenta a los niños, y se centra en los intereses de otro tipo).
Una serie de estilos de crianza éticos han sido propuestos, algunos basados en el modelo autoritario de la estricta obediencia a la ley (por ejemplo en la Biblia), otros basados en la empatía con el estado emocional de un niño al igual que les deja un traumatismo personal 
A partir del siglo XVII dos filósofos de forma independiente escribieron obras que han sido muy influyentes en la crianza de los hijos. El libro de John Locke, Pensamientos sobre la Educación, escrito en 1693, es una base muy conocida por la pedagogía de la educación desde una perspectiva puritana. Locke resalta la importancia de las experiencias para el desarrollo de un niño, y recomienda el desarrollo de sus hábitos físicos en primer lugar. En 1762, el filósofo francés Jean-Jacques Rousseau publicó un volumen sobre la educación, Emile: o, en la Educación. Propuso que la educación inicial debe ser derivado menos de libros y más de la interacción del niño con el mundo. De estos, Rousseau es más consistente con la crianza lenta, y Locke más para la cultivación concertada.
Otros teóricos, principalmente del siglo XX, se han concentrado en cómo los niños desarrollan y han tenido un impacto significativo en la educación infantil y cómo los padres crían a sus hijos.

### Desarrollo cognitivo de los niños
La teoría de Jean Piaget sobre el desarrollo cognitivo de los niños describe cómo representar y razonar sobre el mundo. Esta es una teoría de las etapas del desarrollo que consiste en: etapa sensorio-motora, etapa pre-operacional, etapa operacional concreta, y la etapa de las operaciones formales. Piaget fue un pionero en el campo del desarrollo infantil y sigue influyendo en los padres, educadores y otros teóricos.

### Erik Erikson
Erik Erikson, un psicólogo del desarrollo, propuso ocho etapas de la vida a través del cual cada persona se debe desarrollar. En cada etapa, se debe entender y balancear entre dos fuerzas en conflicto, y así que los padres pueden elegir una serie de estilos de crianza que ayuda a cada niño, según proceda en cada etapa. Los primeros cinco de sus ocho etapas se producen en la infancia: La virtud de la esperanza de equilibrio requiere un balance de la confianza por la desconfianza, y por lo general ocurre desde el nacimiento hasta un año de edad. Se equilibra la autonomía con la vergüenza y la duda en torno a las edades de dos a tres. El propósito balancea la iniciativa con la culpa en torno a las edades de cuatro a seis años. La competencia balancea la industria contra la inferioridad entre las edades de siete a 12 años. La fidelidad contrasta la identidad con la confusión de roles, de los 13 a 19 años. 

### Dreikurs
Rudolf Dreikurs cree que la mala conducta preadolescentes de los niños se debió a su deseo insatisfecho de ser un miembro de un grupo social. Sostuvo que estos luego desempeñan una secuencia de cuatro metas equivocadas: primero, buscar atención. Si no lo consigue, su objetivo es la búsqueda de poder, entonces la venganza y, finalmente, se sienten inadecuados. Esta teoría se utiliza en la educación, así como la crianza, la formación de una teoría valiosa sobre la cual controlar el mal comportamiento. Otras técnicas de crianza de los hijos también deben utilizarse para fomentar el aprendizaje y la felicidad.

### Determinismo infantil
Frank Furedi es un sociólogo con un interés particular en la crianza de los hijos y las familias. Él cree que las acciones de los padres son menos decisivos, que lo que otros creen. Él describe el término determinismo infantil, como la determinación de las perspectivas de los prospectos de la vida de una persona que les ocurre durante la infancia, con el argumento de que hay poca o ninguna evidencia de su verdad., Mientras que otros intereses comerciales, gubernamentales y otras; constantemente tratan de guiar a los padres a hacer más y a preocuparse más por sus hijos, a lo que él cree que los niños son capaces de desenvolverse bien en casi cualquier circunstancia. Furedi cita a Steve Petersen, de la Universidad de Washington: "El desarrollo realmente quiere ocurrir. Se necesita ambientes muy pobres para interferir con el desarrollo... [Solo] no crie a su hijo en un armario, no lo mate de hambre, y no lo golpee en la cabeza con una sartén. “Del mismo modo, el periodista Tim Gill ha expresado su preocupación sobre la excesiva aversión a los riegos por los padres y los responsables de los niños, en su libro Sin Miedo (No Fear). Esta aversión limita las oportunidades de los niños a desarrollar las habilidades suficientes para convertirse en adultos, sobre todo en el tratamiento de los riesgos, sino también en la realización de actividades de aventura e imaginación.

## Los Estilos parentales según Maccoby y Martin[3]
| Estilos parentales | Estilos parentales | Estilos parentales |
|                    | Exigente           | No exigente        |
| ------------------ | ------------------ | ------------------ |
| Responsivo         | Democrático        | Indulgente         |
| No responsivo      | Autoritario        | Negligente         |

La mayoría de los padres muestran características de más de un estilo.

### Los 4 estilos

#### Democrático
(Alta demanda y alta respuesta)
El padre es exigente y receptivo. Se caracteriza por un enfoque centrado en el niño que tiene altas expectativas de madurez. Los padres entienden los sentimientos de sus hijos y les enseñan a manejarlos. A menudo les ayudan a encontrar salidas apropiadas para resolver problemas. Los padres asertivos generalmente no son tan controladores, lo que permite que el niño explore con mayor libertad, dejando así que tomen sus propias decisiones basadas en su propio razonamiento.
Los padres asertivos establecen límites y demandan madurez, pero cuando castigan a un niño, el padre explica sus motivos para su castigo. "Sus castigos son medidos y consistentes en la disciplina, no severo ni arbitrario. Los padres de familia establecen normas claras para sus hijos, vigilar los límites que han establecido, y permiten a los niños desarrollar su autonomía. También esperan un comportamiento maduro, independiente, y adecuado para la edad de sus hijos." Están atentos a las necesidades y preocupaciones de sus hijos, suelen perdonar y enseñar a sus hijos en lugar de castigarlos si se quedan cortos, y a su vez reconocen sus propios errores y son capaces de pedir perdón a sus hijos si cometen una falta (ejemplo: golpes, insultos, humillaciones, minimizaciones, gritos, etc). Esto se supone que debe traer como resultado que los niños tengan una autoestima más alta y que sean más independientes. 
Es por los expertos el estilo más recomendado.

#### Autoritario
(Alta demanda y baja respuesta)
El padre es exigente, pero no receptivo. 
Lo complejo se convierte en crianza totalitaria.
El padre autoritario, también llamado padre estricto, se caracteriza por las altas expectativas de la conformidad y cumplimiento de las normas de los padres y las direcciones, mientras que permite poco diálogo abierto entre padres e hijos. "Los padres autoritarios es un estilo restrictivo y punitivo en el que los padres aconsejan a los niños a seguir sus instrucciones y respeten su trabajo y esfuerzo." Los padres autoritarios esperan mucho de sus hijos, pero en general no explican las razones por las reglas o límites. Los padres autoritarios son menos sensibles a las necesidades de sus hijos, y tienen más probabilidades de golpear a un niño en lugar de discutir el problema.
Los niños que son resultados de este tipo de crianza pueden tener menos competencia social, porque los padres por lo general le dicen al niño lo que debe hacer en lugar de permitir que el niño elija por sí mismo o misma. Si las demandas son empujadas demasiado enérgicamente al niño, el niño puede sufrir un colapso, o huir.

#### Indulgente
(Baja demanda y alta respuesta)
El padre es responsable, pero no exigente.
Los padres indulgentes, también llamados permisivos, no directo o menos severo, se caracterizan por tener pocas expectativas de comportamiento para el niño. Padres indulgentes es un estilo de crianza en el cual los padres están muy involucrados con sus hijos, pero con pocas exigencias o controles sobre ellos. Los padres son la crianza y la aceptación, y son muy sensibles a las necesidades del niño y sus deseos. Los padres indulgentes no exigen que los niños se controlen o se comporten de manera apropiada. Esto puede resultar en la creación de niños consentidos o niños malcriados dependiendo del comportamiento de los niños.
De un estudio reciente,
- Los adolescentes que eran menos propensos a beber en exceso, fueron quienes tenían padres que obtuvieron altos resultados en la responsabilidad y la ternura.
- Los llamados padres indulgentes, aquellos quienes eran bajos en responsabilidad y altos en ternura, casi triplicaron el riesgo de que sus hijos adolescentes participen en el consumo excesivo de alcohol.
- Los padres estrictos -"altos en la responsabilidad y bajo en ternura"- duplican el riesgo en sus hijos adolescentes de beber en exceso.[10]

Los niños de padres permisivos tienden a ser más impulsivos, y en la adolescencia pueden participar más en conductas erráticas y en el uso de drogas. Los niños nunca aprenden a controlar su propio comportamiento y siempre esperan salirse con la suya." Sin embargo, en los mejores casos están emocionalmente más seguros, independientes y están dispuestos a aprender y aceptar la derrota. Ellos maduran rápidamente y son capaces de vivir la vida sin la ayuda de otra persona.  Pero como se señaló anteriormente, la utilidad de estos datos son limitados, ya que solamente son correlacionales y no se pueden descartar efectos tales como la herencia (Los padres permisivos y sus hijos comparten personalidades y es probable que sean menos impulsivos que sus contrapartes autoritarias), los efectos de niños a padres (niños fuera de foco y difíciles de manejar podría desalentar a los padres de tratarlos demasiado duro), y compartir valores locales y culturales (que no pueden hacer énfasis en los logros).

#### Negligente
(Baja demanda y baja respuesta)
El padre no es ni exigente ni flexible.
A los padres negligentes también se les llama no implicados, desprendidos, despectivos o desentendidos. Los padres son fríos y controladores, generalmente no están involucrados en la vida de su hijo, son apartados, sin exigencias, sin responsabilidades, y no establecen límites. Los padres negligentes también suelen omitir las emociones de los niños y las opiniones. Los padres emocionalmente no respaldan a sus hijos, pero aun así proveen sus necesidades básicas. Satisfacer las necesidades básicas significa: alimentación, vivienda, y artículos de tocador o dinero por si se requiere.
Los niños cuyos padres son negligentes desarrollan el sentido de que otros aspectos de la vida de los padres son más importantes que ellos. Muchos niños de este estilo de crianza a menudo tratan de mantenerse a sí mismos o dejan la dependencia de los padres para conseguir una sensación de ser independiente y madurar para su edad. Los padres, y por lo tanto sus hijos, a menudo muestran un comportamiento contradictorio. Los niños se vuelven emocionalmente retirados socialmente. Esta actitud también afecta las relaciones en su vida futura. En la adolescencia, pueden mostrar patrones de absentismo escolar y delincuencia.

### Efectos en los hijos
La mayoría de los estudios internacionales han encontrado que el estilo más eficaz en la educación de los hijos es el autoritativo. En concreto, los hijos de padres autoritativos suelen ir mejor en conducta (rendimiento académico, ausencia de delincuencia...) y en ajuste psicosocial (autoestima, estado de ánimo, habilidades sociales...).
Sin embargo, hay dudas de que esta ventaja del estilo autoritativo sea un hecho universal. Algunos datos sugieren que, en población asiática, el estilo autoritario podría ser tan eficaz como el autoritativo.
Por otro lado, otros estudios encuentran diferencias en países como España, Portugal o Brasil, mostrando mejores resultados en adolescentes con padres indulgentes, aunque algunos autores han puesto en duda la metodología usada por estos estudios. Efectivamente, un estudio de 2016 ha mostrado que en España, si se usa el mismo cuestionario que en otros países, el estilo más beneficioso sigue siendo el autoritativo. Más aún, una revisión sistemática de 2019 ha mostrado que los resultados no dependen de la cultura, sino del instrumento usado: si se mide control como coerción, ese control resulta negativo, y los hijos de padres indulgentes tienen mejores desenlaces; en cambio, si se mide control conductual, este es positivo, y los resultados mejores se dan con padres autoritativos.

## Instrumentos de medición de estilos parentales
| Cuestionario de Aceptación-Rechazo Parental (PARQ, Rohner, Saavedra & Granum, 1978).                     | Indaga sobre la dimensión de respuesta (afectividad) proponiendo cuatro subescalas: percepción de calidez y aceptación, percepción de hostilidad y agresividad, percepción de indiferencia y negligencia y percepción de rechazo indiferenciado.                                                 |
| Escala de Autoridad e Inconsistencia Parental (DPAIS, Dwairy, 2007).                                     | Plantean situaciones de comportamiento adolescente de índole negativa y la potencial reacción de control o castigo por parte de los progenitores. |
| Escala de Socialización Parental para Adolescentes (ESPA-29, Musitu & Garcia, 2001).                     | Propone perspectiva situacional, presentado comportamientos negativos o positivos, apareados con una posible reacción parental distribuida en siete subescalas: afecto, indiferencia, diálogo, disciplicencia, coercion verbal, coercion física y privación                                      |
| Escala de Estilos Parentales e Inconsistencia Parental Percibida (G. Iglesia, P. Ongarato, M. Liporace). | Brinda datos sobre las dimensiones postuladas como fundamentales (demanda y respuesta), posibilitando, a la vez, un estudio al interior de cada factor, a través del análisis de sus correspondientes subescalas: afecto, diálogo, indiferencia, coerción verbal, coerción física y prohibición. |
| Parenting Style Index (PSI) (Steinberg et al., 1992, 1994).                                              | Mide implicación, exigencia/supervisión y fomento de la autonomía. Es uno de los instrumentos más usados en la investigación. |
| Escala de Educación Familiar (EEF).                                                                      | Mide las dimensiones principales de los estilos parentales (exigencia y cariño) y evalúa también el contenido de la educación: los valores que se intenta transmitir a los hijos. En concreto, mide la educación en la fortaleza y en el respeto a la intimidad.                                 |
| Escala para la Evaluación del Estilo Parental (Oliva et al., 2007).                                      | Mide 6 factores: Afecto y comunicación; Promoción de autonomía; Control conductual; Control psicológico; Revelación; y Humor. |